# Championnat du monde moins de 18 ans de hockey sur glace 2007
Navigation
Édition 2006 Édition 2008
Le championnat du monde moins de 18 ans de hockey sur glace 2007 se déroule à Rauma et Tampere en Finlande. Il débute le 11 avril 2007 et finit le 22 avril 2007. Les matchs se jouent à l'Äijänsuo Arena de Rauma et le Hakametsän jäähalli de Tampere. La Russie bat les États-Unis 6-5 lors de la finale pour la médaille d'or, alors que la Suède s'impose contre le Canada 8-3 pour la médaille de bronze.

## Championnat élite

### Tour préliminaire

#### Groupe A
Nota : PJ : parties jouées, V : victoires, D : défaites, VP : victoires après prolongation, DP : défaites après prolongation, BP : buts pour, BC : buts contre, Pts : Points
| Équipe     | PJ | V | D | VP | DP | BP | BC | Pts |
| ---------- | -- | - | - | -- | -- | -- | -- | --- |
| Canada     | 4  | 3 | 1 | 0  | 0  | 24 | 8  | 11  |
| Russie     | 4  | 3 | 0 | 0  | 1  | 16 | 12 | 9   |
| États-Unis | 4  | 2 | 0 | 1  | 1  | 22 | 9  | 7   |
| Allemagne  | 4  | 1 | 0 | 0  | 3  | 8  | 21 | 3   |
| Lettonie   | 4  | 0 | 0 | 0  | 4  | 6  | 26 | 0   |

##### Résultats
| 12 avril 2007 | Canada | 7-3 | Allemagne | Äijänsuo Arena, Rauma 1 490 spectateurs |

| Feuille de match | Feuille de match | Feuille de match | Feuille de match                                    | Feuille de match |
| ---------------- | --- | ---------------- | --------------------------------------------------- | ---------------- |
|                  | S. Stamkos 00:59 Y. Bastien (IN) 02:14 J. Arniel (SN) 06:39 C. Gillies 33:06 L. Schenn (SN) 37:32 D. Doughty (SN) 50:22 B. Sutter 53:30 |                  | 13:12 M. Buchwieser 29:32 P. Geiger 46:56 J. Flaake |                  |
|                  | |                  |                                                     |                  |
|                  | |                  |                                                     |                  |
|                  | |                  |                                                     |                  |

| 12 avril 2007 | Russie | 5-3 | États-Unis | Äijänsuo Arena, Rauma 1 639 spectateurs |

| Feuille de match | Feuille de match | Feuille de match | Feuille de match                                               | Feuille de match |
| ---------------- | --- | ---------------- | -------------------------------------------------------------- | ---------------- |
|                  | N. Filatov 17:35 S. Korostine (SN) 23:44 D. Kougrychev 48:00 D. Kagarlitski 52:42 N. Loukiantchikov (cage vide) 59:33 |                  | 03:00 (SN) J. O'Brien 37:40 (SN) J. Schroeder 54:38 J. O'Brien |                  |
|                  | |                  |                                                                |                  |
|                  | |                  |                                                                |                  |
|                  | |                  |                                                                |                  |

| 13 avril 2007 | Allemagne | 1-9 | États-Unis | Äijänsuo Arena, Rauma 1 244 spectateurs |

| Feuille de match | Feuille de match  | Feuille de match | Feuille de match | Feuille de match |
| ---------------- | ----------------- | ---------------- | --- | ---------------- |
|                  | A. Oblinger 25:54 |                  | 03:26 M. Rust 06:40 (SN) J. Schroeder 17:28 I. Cole 17:41 M. Rust 18:26 C. Fairchild 27:23 (SN) J. Schroeder 29:06 J. Albert 49:14 (SN) I. Cole 50:21 (SN) J. Hayes |                  |
|                  |                   |                  | |                  |
|                  |                   |                  | |                  |
|                  |                   |                  | |                  |

| 13 avril 2007 | Russie | 6-3 | Lettonie | Äijänsuo Arena, Rauma 1 370 spectateurs |

| Feuille de match | Feuille de match | Feuille de match | Feuille de match                                           | Feuille de match |
| ---------------- | --- | ---------------- | ---------------------------------------------------------- | ---------------- |
|                  | A. Loktionov 06:37 N. Filatov 13:18 A. Tcherepanov (SN) 26:34 M. Tchoudinov (SN) 37:55 S. Korostine 47:14 I. Averine 52:25 |                  | 28:04 E. Lipsbergs 29:06 (SN) J. Straupe 44:41 S. Danilovs |                  |
|                  | |                  |                                                            |                  |
|                  | |                  |                                                            |                  |
|                  | |                  |                                                            |                  |

| 14 avril 2007 | Lettonie | 1-9 | Canada | Äijänsuo Arena, Rauma 1 156 spectateurs |

| Feuille de match | Feuille de match | Feuille de match | Feuille de match | Feuille de match |
| ---------------- | ---------------- | ---------------- | --- | ---------------- |
|                  | J. Straupe 54:29 |                  | 01:13 K. Turris 07:15 L. Schenn 11:51 J. Arniel 12:20 D. Knelsen 29:17 L. Couture 37:57 D. Knelsen 43:42 Y. Bastien 58:44 L. Couture 59:07 K. Turris |                  |
|                  |                  |                  | |                  |
|                  |                  |                  | |                  |
|                  |                  |                  | |                  |

| 15 avril 2007 | Allemagne | 1-3 | Russie | Äijänsuo Arena, Rauma 2 031 spectateurs |

| Feuille de match | Feuille de match | Feuille de match | Feuille de match                                            | Feuille de match |
| ---------------- | ---------------- | ---------------- | ----------------------------------------------------------- | ---------------- |
|                  | J. Flaake 51:26  |                  | 24:43 M. Tchoudinov 52:10 A. Tcherepanov 59:19 N. Klioukine |                  |
|                  |                  |                  |                                                             |                  |
|                  |                  |                  |                                                             |                  |
|                  |                  |                  |                                                             |                  |

| 15 avril 2007 | États-Unis | 2-3 (TB) | Canada | Äijänsuo Arena, Rauma 2 631 spectateurs |

| Feuille de match | Feuille de match                     | Feuille de match | Feuille de match                                       | Feuille de match |
| ---------------- | ------------------------------------ | ---------------- | ------------------------------------------------------ | ---------------- |
|                  | J. Van Riemsdyk 25:00 J. Vaive 53:35 |                  | 08:45 L. Schenn 56:13 C. Gillies 65:00 (SO) Z. Boychuk |                  |
|                  |                                      |                  |                                                        |                  |
|                  |                                      |                  |                                                        |                  |
|                  |                                      |                  |                                                        |                  |

| 16 avril 2007 | Lettonie | 2-3 | Allemagne | Äijänsuo Arena, Rauma 1 008 spectateurs |

| Feuille de match | Feuille de match                        | Feuille de match | Feuille de match                                     | Feuille de match |
| ---------------- | --------------------------------------- | ---------------- | ---------------------------------------------------- | ---------------- |
|                  | J. Ozolins (SN) 34:20 L. Bajaruns 34:37 |                  | 03:03 J. Flaake 14:14 (SN) D. Reul 50:19 S. Rupprich |                  |
|                  |                                         |                  |                                                      |                  |
|                  |                                         |                  |                                                      |                  |
|                  |                                         |                  |                                                      |                  |

| 17 avril 2007 | États-Unis | 8-0 | Lettonie | Äijänsuo Arena, Rauma 2 032 spectateurs |

| Feuille de match | Feuille de match | Feuille de match | Feuille de match | Feuille de match |
| ---------------- | --- | ---------------- | ---------------- | ---------------- |
|                  | P. White 05:28 J. van Riemsdyk 10:27 J. Vaive 11:40 C.J. Severyn 14:53 P. White (SN) 30:43 J. Vaive 41:54 C. Wilson 49:13 R. Hayes 52:07 |                  |                  |                  |
|                  | |                  |                  |                  |
|                  | |                  |                  |                  |
|                  | |                  |                  |                  |

| 17 avril 2007 | Canada | 5-2 | Russie | Äijänsuo Arena, Rauma 2 568 spectateurs |

| Feuille de match | Feuille de match                                                                          | Feuille de match | Feuille de match                    | Feuille de match |
| ---------------- | ----------------------------------------------------------------------------------------- | ---------------- | ----------------------------------- | ---------------- |
|                  | J. Arniel 16:45 Z. Boychuk 20:59 A. Esposito 28:36 Y. Bastien 29:40 S. Stamkos (SN) 40:51 |                  | 12:05 I. Dadonov 38:37 S. Korostine |                  |
|                  |                                                                                           |                  |                                     |                  |
|                  |                                                                                           |                  |                                     |                  |
|                  |                                                                                           |                  |                                     |                  |

#### Groupe B
Nota : PJ : parties jouées, V : victoires, D : défaites, VP : victoires après prolongation, DP : défaites après prolongation, BP : buts pour, BC : buts contre, Pts : Points
| Équipe             | PJ | V | D | VP | DP | BP | BC | Pts |
| ------------------ | -- | - | - | -- | -- | -- | -- | --- |
| Suède              | 4  | 2 | 1 | 0  | 1  | 10 | 7  | 8   |
| Slovaquie          | 4  | 2 | 0 | 1  | 1  | 9  | 10 | 7   |
| Suisse             | 4  | 2 | 0 | 0  | 2  | 11 | 7  | 6   |
| République tchèque | 4  | 1 | 1 | 0  | 2  | 9  | 11 | 5   |
| Finlande           | 4  | 1 | 0 | 1  | 2  | 6  | 10 | 4   |

##### Résultats
| 11 avril 2007 | Suède | 2-1 (TB) | Finlande | Äijänsuo Arena, Rauma 4 323 spectateurs |

| Feuille de match | Feuille de match                               | Feuille de match | Feuille de match        | Feuille de match |
| ---------------- | ---------------------------------------------- | ---------------- | ----------------------- | ---------------- |
|                  | J. Andersson (IN) 15:23 M. Backlund (SO) 65:00 |                  | 03:34 (SN) O. Vauhkonen |                  |
|                  |                                                |                  |                         |                  |
|                  |                                                |                  |                         |                  |
|                  |                                                |                  |                         |                  |

| 12 avril 2007 | Tchéquie | 4-2 | Suisse | Hakametsän jäähalli, Tampere 1 535 spectateurs |

| Feuille de match | Feuille de match                                                               | Feuille de match | Feuille de match                         | Feuille de match |
| ---------------- | ------------------------------------------------------------------------------ | ---------------- | ---------------------------------------- | ---------------- |
|                  | T. Knotek 17:27 V. Roth (IN) 27:00 S. Novotny (SN) 30:40 T. Kubalik (SN) 35:44 |                  | 08:25 (SN) L. Cunti 52:16 (SN) Y. Blaser |                  |
|                  |                                                                                |                  |                                          |                  |
|                  |                                                                                |                  |                                          |                  |
|                  |                                                                                |                  |                                          |                  |

| 13 avril 2007 | Suède | 3-6 | Slovaquie | Hakametsän jäähalli, Tampere 1 298 spectateurs |

| Feuille de match | Feuille de match                                           | Feuille de match | Feuille de match | Feuille de match |
| ---------------- | ---------------------------------------------------------- | ---------------- | --- | ---------------- |
|                  | E. Bejmo 17:22 V. Hedman (SN) 40:26 M. Backlund (SN) 58:57 |                  | 08:17 (SN) B. Horvath 21:39 (SN) M. Daloga 31:16 (SN) B. Horvath 38:07 (SN) M. Kytnar 52:20 M. Stepan 55:18 (FD) M. Misura |                  |
|                  |                                                            |                  | |                  |
|                  |                                                            |                  | |                  |
|                  |                                                            |                  | |                  |

| 13 avril 2007 | Suisse | 5-1 | Finlande | Hakametsän jäähalli, Tampere 2 702 spectateurs |

| Feuille de match | Feuille de match                                                                                | Feuille de match | Feuille de match        | Feuille de match |
| ---------------- | ----------------------------------------------------------------------------------------------- | ---------------- | ----------------------- | ---------------- |
|                  | R. Josi 11:47 E. Froidevaux (SN) 17:02 G. Sciaroni (SN) 27:20 G. Sciaroni 35:52 P. Berger 51:26 |                  | 00:55 (SN) J. Liljeblad |                  |
|                  |                                                                                                 |                  |                         |                  |
|                  |                                                                                                 |                  |                         |                  |
|                  |                                                                                                 |                  |                         |                  |

| 14 avril 2007 | Slovaquie | 2-3 (TB) | Tchéquie | Hakametsän jäähalli, Tampere 1 648 spectateurs |

| Feuille de match | Feuille de match                    | Feuille de match | Feuille de match                                     | Feuille de match |
| ---------------- | ----------------------------------- | ---------------- | ---------------------------------------------------- | ---------------- |
|                  | J. Molnar (SN) 32:49 A. Bezak 35:46 |                  | 29:10 V. Ruzicka 49:13 O. Roman 65:00 (SO) R. Szturc |                  |
|                  |                                     |                  |                                                      |                  |
|                  |                                     |                  |                                                      |                  |
|                  |                                     |                  |                                                      |                  |

| 15 avril 2007 | Suisse | 0-2 | Suède | Hakametsän jäähalli, Tampere 1 890 spectateurs |

| Feuille de match | Feuille de match | Feuille de match | Feuille de match                         | Feuille de match |
| ---------------- | ---------------- | ---------------- | ---------------------------------------- | ---------------- |
|                  |                  |                  | 22:47 O. Möller 28:07 (SN) C. Gustafsson |                  |
|                  |                  |                  |                                          |                  |
|                  |                  |                  |                                          |                  |
|                  |                  |                  |                                          |                  |

| 15 avril 2007 | Finlande | 4-2 | Tchéquie | Hakametsän jäähalli, Tampere 4 220 spectateurs |

| Feuille de match | Feuille de match                                                              | Feuille de match | Feuille de match                | Feuille de match |
| ---------------- | ----------------------------------------------------------------------------- | ---------------- | ------------------------------- | ---------------- |
|                  | T. Sallinen 03:45 T. Sallinen 12:18 N. Kluuskeri 12:56 N. Lucenius (SN) 16:28 |                  | 03:11 V. Ruzicka 35:06 D. Stich |                  |
|                  |                                                                               |                  |                                 |                  |
|                  |                                                                               |                  |                                 |                  |
|                  |                                                                               |                  |                                 |                  |

| 16 avril 2007 | Slovaquie | 0-4 | Suisse | Hakametsän jäähalli, Tampere 1 401 spectateurs |

| Feuille de match | Feuille de match | Feuille de match | Feuille de match                                                                   | Feuille de match |
| ---------------- | ---------------- | ---------------- | ---------------------------------------------------------------------------------- | ---------------- |
|                  |                  |                  | 02:04 (SN) L. Cunti 33:38 (SN) G. Donati 49:08 (SN) L. Cunti 52:32 R. Schlagenhauf |                  |
|                  |                  |                  |                                                                                    |                  |
|                  |                  |                  |                                                                                    |                  |
|                  |                  |                  |                                                                                    |                  |

| 17 avril 2007 | Tchéquie | 0-3 | Suède | Hakametsän jäähalli, Tampere 918 spectateurs |

| Feuille de match | Feuille de match | Feuille de match | Feuille de match                                           | Feuille de match |
| ---------------- | ---------------- | ---------------- | ---------------------------------------------------------- | ---------------- |
|                  |                  |                  | 12:41 M. Tedenby 46:29 (SN) C. Gustafsson 58:15 M. Tedenby |                  |
|                  |                  |                  |                                                            |                  |
|                  |                  |                  |                                                            |                  |
|                  |                  |                  |                                                            |                  |

| 17 avril 2007 | Finlande | 0-1 | Slovaquie | Hakametsän jäähalli, Tampere 2 590 spectateurs |

| Feuille de match | Feuille de match | Feuille de match | Feuille de match | Feuille de match |
| ---------------- | ---------------- | ---------------- | ---------------- | ---------------- |
|                  |                  |                  | 24:21 O. Rusnak  |                  |
|                  |                  |                  |                  |                  |
|                  |                  |                  |                  |                  |
|                  |                  |                  |                  |                  |

### Tour de relégation
| Team               | GP | W | OTW | OTL | L | GF | GA | PTS |
| ------------------ | -- | - | --- | --- | - | -- | -- | --- |
| Finlande           | 3  | 3 | 0   | 0   | 0 | 14 | 8  | 9   |
| Allemagne          | 3  | 2 | 0   | 0   | 1 | 12 | 9  | 6   |
| République tchèque | 3  | 1 | 0   | 0   | 2 | 9  | 11 | 3   |
| Lettonie           | 3  | 0 | 0   | 0   | 3 | 6  | 13 | 0   |

#### Résultats
Note: Les matchs suivants du tour préliminaire sont comptabilisés pour la poule de relégation:
- 16 avril 2007:  Lettonie 2–3  Allemagne

| 19 avril 2007 | Tchéquie | 4-1 | Lettonie | Äijänsuo Arena, Rauma 979 spectateurs |

| Feuille de match | Feuille de match                                                       | Feuille de match | Feuille de match | Feuille de match |
| ---------------- | ---------------------------------------------------------------------- | ---------------- | ---------------- | ---------------- |
|                  | J. Voráček 08:41 R. Valchar 26:04 R. Ostrcil (IN) 36:30 O. Roman 48:32 |                  | 52:38 J. Straupe |                  |
|                  |                                                                        |                  |                  |                  |
|                  |                                                                        |                  |                  |                  |
|                  |                                                                        |                  |                  |                  |

| 19 avril 2007 | Allemagne | 3-4 | Finlande | Äijänsuo Arena, Rauma 1 405 spectateurs |

| Feuille de match | Feuille de match                                    | Feuille de match | Feuille de match                                                          | Feuille de match |
| ---------------- | --------------------------------------------------- | ---------------- | ------------------------------------------------------------------------- | ---------------- |
|                  | G. Fauser 07:50 P. Geiger (SN) 27:27 D. Weiss 32:38 |                  | 01:02 E. Poysti 15:16 O. Vauhkonen 21:58 (SN) E. Poysti 55:50 A. Kokkonen |                  |
|                  |                                                     |                  |                                                                           |                  |
|                  |                                                     |                  |                                                                           |                  |
|                  |                                                     |                  |                                                                           |                  |

| 20 avril 2007 | Allemagne | 6-3 | Tchéquie | Äijänsuo Arena, Rauma 731 spectateurs |

| Feuille de match | Feuille de match | Feuille de match | Feuille de match                                  | Feuille de match |
| ---------------- | --- | ---------------- | ------------------------------------------------- | ---------------- |
|                  | J. Flaake 13:10 A. Uuebscher 35:12 R. Schopf 35:49 P. Geiger (IN) 44:30 S. Fischhaber (SN) 51:44 S. Rupprich (FD) 59:28 |                  | 08:41 R. Valchar 16:24 R. Szturc 39:07 R. Valchar |                  |
|                  | |                  |                                                   |                  |
|                  | |                  |                                                   |                  |
|                  | |                  |                                                   |                  |

| 20 avril 2007 | Lettonie | 3-6 | Finlande | Äijänsuo Arena, Rauma 1 238 spectateurs |

| Feuille de match | Feuille de match                                         | Feuille de match | Feuille de match                                                                                                | Feuille de match |
| ---------------- | -------------------------------------------------------- | ---------------- | --- | ---------------- |
|                  | R. Bukarts 28:29 J. Ozolins 31:16 S. Danilovs (SN) 47:41 |                  | 12:28 (SN) J. Liljeblad 30:25 J. Jyrkkio 37:28 A. Kokkonen 40:50 L. Kokkala 48:45 T. Pallassalo 52:39 E. Poysti |                  |
|                  |                                                          |                  | |                  |
|                  |                                                          |                  | |                  |
|                  |                                                          |                  | |                  |

#### Arbre des séries éliminatoires
|  | Quarts de finale | Quarts de finale |        |        | Demi-finales           | Demi-finales |  |  | Finale | Finale |
|  | Quarts de finale | Quarts de finale |        |        | Demi-finales           | Demi-finales |  |  | Finale | Finale |
|  |                  |                  |        |        |                        |              |  |  |        |        |
|  |                  |                  |        |        |                        |              |  |  |        |        |
|  |                  |                  |        |        |                        |              |  |  |        |        |
|  | Russie           | 4                |        |        |                        |              |  |  |        |        |
|  | Russie           | 4                |        |        |                        |              |  |  |        |        |
|  | Suisse           | 3                |        |        |                        |              |  |  |        |        |
|  | Suisse           | 3                | Suède  | 4      |                        |              |  |  |        |        |
|  |                  |                  | Suède  | 4      |                        |              |  |  |        |        |
|  |                  | Russie           | 5      |        |                        |              |  |  |        |        |
|  | Suède            | Russie           | 5      |        |                        |              |  |  |        |        |
|  |                  |                  |        |        |                        |              |  |  |        |        |
|  |                  |                  |        |        |                        |              |  |  |        |        |
|  | Russie           | 6                |        |        |                        |              |  |  |        |        |
|  | Russie           | 6                |        |        |                        |              |  |  |        |        |
|  |                  | États-Unis       | 5      |        |                        |              |  |  |        |        |
|  | Slovaquie        | États-Unis       | 5      | 2      |                        |              |  |  |        |        |
|  | Slovaquie        |                  |        | 2      |                        |              |  |  |        |        |
|  | États-Unis       | 7                |        |        |                        |              |  |  |        |        |
|  | États-Unis       | 7                | Canada | 3      |                        |              |  |  |        |        |
|  |                  |                  | Canada | 3      | Match pour la 3e place |              |  |  |        |        |
|  |                  | États-Unis       | 4      |        |                        |              |  |  |        |        |
|  | Canada           | États-Unis       | 4      |        |                        |              |  |  |        |        |
|  |                  |                  |        |        |                        |              |  |  |        |        |
|  |                  |                  |        | Canada | 3                      |              |  |  |        |        |
|  |                  |                  |        | Canada | 3                      |              |  |  |        |        |
|  |                  |                  |        |        |                        |              |  |  | Suède  | 8      |
|  |                  |                  |        |        |                        |              |  |  | Suède  | 8      |

#### Quarts de finale
| 19 avril 2007 | Russie | 4-3 (pr) | Suisse | Hakametsän jäähalli, Tampere 724 spectateurs |

| Feuille de match | Feuille de match                                                     | Feuille de match | Feuille de match                                               | Feuille de match |
| ---------------- | -------------------------------------------------------------------- | ---------------- | -------------------------------------------------------------- | ---------------- |
|                  | I. Averine 00:31 V. Voïnov 04:48 N. Klioukine 55:48 N. Filatov 66:37 |                  | 06:31 D. Hollenstein 42:53 (SN) D. Hollenstein 49:45 P. Berger |                  |
|                  |                                                                      |                  |                                                                |                  |
|                  |                                                                      |                  |                                                                |                  |
|                  |                                                                      |                  |                                                                |                  |

| 19 avril 2007 | Slovaquie | 2-7 | États-Unis | Hakametsän jäähalli, Tampere 1 204 spectateurs |

| Feuille de match | Feuille de match              | Feuille de match | Feuille de match | Feuille de match |
| ---------------- | ----------------------------- | ---------------- | --- | ---------------- |
|                  | A. Bezak 19:08 A. Bezak 34:06 |                  | 05:25 P. White 07:07 I. Cole 29:25 (SN) J. Schroeder 29:47 J. O'Brien 36:47 (SN) C. Wilson 43:03 (SN) C. Wilson 49:46 I. Cole |                  |
|                  |                               |                  | |                  |
|                  |                               |                  | |                  |
|                  |                               |                  | |                  |

#### Demi-finales
| 20 avril 2007 | Suède | 4-5 | Russie | Hakametsän jäähalli, Tampere 955 spectateurs |

| Feuille de match | Feuille de match                                                                     | Feuille de match | Feuille de match                                                                                         | Feuille de match |
| ---------------- | ------------------------------------------------------------------------------------ | ---------------- | --- | ---------------- |
|                  | S. Hjalmarsson 21:10 S. Hjalmarsson 21:33 E. Bejmo (SN) 42:22 M. Backlund (PS) 55:02 |                  | 24:08 I. Dadonov 27:59 S. Korostine 39:14 (SN) N. Filatov 42:44 A. Tcherepanov 59:59 (SN) A. Tcherepanov |                  |
|                  |                                                                                      |                  | |                  |
|                  |                                                                                      |                  | |                  |
|                  |                                                                                      |                  | |                  |

| 20 avril 2007 | Canada | 3-4 (TB) | États-Unis | Hakametsän jäähalli, Tampere 1 505 spectateurs |

| Feuille de match | Feuille de match                                       | Feuille de match | Feuille de match                                                                                  | Feuille de match |
| ---------------- | ------------------------------------------------------ | ---------------- | ------------------------------------------------------------------------------------------------- | ---------------- |
|                  | Z. Boychuk (SN) 20:52 Z. Boychuk 24:35 K. Turris 31:14 |                  | 19:45 V. Saponari 29:55 (SN) K. Shattenkirk 41:36 (SN) J. Van Riemsdyk 70:00 (SO) J. Van Riemsdyk |                  |
|                  |                                                        |                  |                                                                                                   |                  |
|                  |                                                        |                  |                                                                                                   |                  |
|                  |                                                        |                  |                                                                                                   |                  |

#### Match pour la cinquième place
| 21 avril 2007 | Suisse | 1-4 | Slovaquie | Hakametsän jäähalli, Tampere 416 spectateurs |

| Feuille de match | Feuille de match | Feuille de match | Feuille de match                                                    | Feuille de match |
| ---------------- | ---------------- | ---------------- | ------------------------------------------------------------------- | ---------------- |
|                  | R. Suri 59:14    |                  | 24:22 J. Molnar 40:20 M. Kytnar 54:20 M. Stepan 59:22 (FD) A. Bezak |                  |
|                  |                  |                  |                                                                     |                  |
|                  |                  |                  |                                                                     |                  |
|                  |                  |                  |                                                                     |                  |

#### Petite Finale
| 22 avril 2007 | Canada | 3-8 | Suède | Hakametsän jäähalli, Tampere 2 182 spectateurs |

| Feuille de match | Feuille de match                                     | Feuille de match | Feuille de match | Feuille de match |
| ---------------- | ---------------------------------------------------- | ---------------- | --- | ---------------- |
|                  | A. Esposito 26:15 D. Doughty 36:52 A. Esposito 52:24 |                  | 06:38 R. Olsson 16:11 S. Hjalmarsson 39:59 M. Backlund 41:55 (SN) M. Backlund 46:35 S. Hjalmarsson 48:43 E. Bejmo 51:22 E. Bejmo 52:14 M. Backlund |                  |
|                  |                                                      |                  | |                  |
|                  |                                                      |                  | |                  |
|                  |                                                      |                  | |                  |

#### Finale
| 22 avril 2007 | États-Unis | 5-6 | Russie | Hakametsän jäähalli, Tampere 2 279 spectateurs |

| Feuille de match | Feuille de match                                                                                | Feuille de match | Feuille de match                                                                                                   | Feuille de match |
| ---------------- | ----------------------------------------------------------------------------------------------- | ---------------- | --- | ---------------- |
|                  | C.J. Severyn 01:31 V. Saponari (IN) 06:13 C. Wilson 18:27 J. Van Riemsdyk 30:37 C. Wilson 59:54 |                  | 07:44 A. Loktionov 11:33 S. Korostine 23:59 D. Kougrychev 28:00 N. Klioukine 51:52 A. Tcherepanov 57:45 I. Averine |                  |
|                  |                                                                                                 |                  | |                  |
|                  |                                                                                                 |                  | |                  |
|                  |                                                                                                 |                  | |                  |

### Classement final
| Rk.    | Team       |
| ------ | ---------- |
| Or     | Russie     |
| Argent | États-Unis |
| Bronze | Suède      |
| 4      | Canada     |
| 5      | Slovaquie  |
| 6      | Suisse     |
| 7      | Finlande   |
| 8      | Allemagne  |
| 9      | Tchéquie   |
| 10     | Lettonie   |

La République tchèque et la Lettonie sont reléguées en division 1 pour le Championnat du monde moins de 18 ans de hockey sur glace 2008.

### Meilleurs pointeurs
| Joueur              | Pays       | MJ | B | A | Pts | PIM |
| ------------------- | ---------- | -- | - | - | --- | --- |
| James Van Riemsdyk  | États-Unis | 7  | 5 | 7 | 12  | 4   |
| Colin Wilson        | États-Unis | 7  | 5 | 7 | 12  | 4   |
| Jordan Schroeder    | États-Unis | 7  | 4 | 7 | 11  | 0   |
| Steven Stamkos      | Canada     | 6  | 2 | 8 | 10  | 8   |
| Adam Bezak          | Slovaquie  | 6  | 4 | 5 | 9   | 6   |
| Simon Hjalmarsson   | Suède      | 6  | 4 | 5 | 9   | 4   |
| Nikita Filatov      | Russie     | 7  | 4 | 5 | 9   | 6   |
| Alekseï Tcherepanov | Russie     | 7  | 5 | 3 | 8   | 6   |
| Jamie Arniel        | Canada     | 6  | 3 | 5 | 8   | 10  |

### Gardiens
(Minimum 60 minutes jouées)
| Joueur        | Pays       | MINS   | BC | Ar%  | BC   | BL |
| ------------- | ---------- | ------ | -- | ---- | ---- | -- |
| Juha Metsola  | Finlande   | 198:38 | 7  | .919 | 2.11 | 0  |
| Robert Mayer  | Suisse     | 304:15 | 11 | .924 | 2.17 | 1  |
| Mark Owuya    | Suède      | 345:00 | 13 | .909 | 2.26 | 2  |
| Josh Unice    | États-Unis | 373:49 | 15 | .907 | 2.41 | 1  |
| Zdenko Kotvan | Slovaquie  | 97:23  | 4  | .918 | 2.46 | 0  |

### Récompenses du tournoi

#### Équipe d'étoiles
- Gardien :  Josh Unice
- Défenseur :  Victor Hedman,  Kevin Shattenkirk
- Attaquants :  Alekseï Tcherepanov,  Steven Stamkos,  James Van Riemsdyk

#### Récompenses individuelles
- Meilleur gardien :  Josh Unice
- Meilleur défenseur :  Kevin Shattenkirk
- Meilleur attaquant :  James Van Riemsdyk

#### Meilleur joueur du tournoi
- James Van Riemsdyk

## Division I

### Groupe A
Le tournoi se déroule à Maribor Slovénie à la Ledna dvorana TABOR du 6 avril au 12 avril 2007.
Nota : PJ : parties jouées, V : victoires, D : défaites, VP : victoires après prolongation, DP : défaites après prolongation, BP : buts pour, BC : buts contre, Pts : Points
| Équipe      | PJ | V | D | VP | DP | BP | BC | Pts |
| ----------- | -- | - | - | -- | -- | -- | -- | --- |
| Biélorussie | 5  | 4 | 1 | 0  | 0  | 37 | 10 | 14  |
| Slovénie    | 5  | 3 | 0 | 1  | 1  | 22 | 20 | 10  |
| Kazakhstan  | 5  | 2 | 1 | 0  | 2  | 24 | 18 | 8   |
| Italie      | 5  | 2 | 0 | 1  | 2  | 19 | 20 | 7   |
| Autriche    | 5  | 1 | 0 | 1  | 3  | 14 | 21 | 4   |
| France      | 5  | 0 | 1 | 0  | 4  | 13 | 40 | 2   |

La Biélorussie est promue en élite alors que la France est reléguée en division 2 pour l'édition 2008.

#### Résultats
| Team        | Autriche  | Biélorussie | France    | Italie    | Kazakhstan | Slovénie  |
| ----------- | --------- | ----------- | --------- | --------- | ---------- | --------- |
| Autriche    |           | 0-4         | 4-5 (Pr.) | 3-4       | 4-3        | 3-5       |
| Biélorussie | 4-0       |             | 15-1      | 5-4 (Pr.) | 6-2        | 7-3       |
| France      | 5-4 (Pr.) | 1-15        |           | 2-7       | 3-8        | 2-6       |
| Italie      | 4-3       | 4-5 (Pr.)   | 7-2       |           | 1-6        | 3-4       |
| Kazakhstan  | 3-4       | 2-6         | 8-3       | 6-1       |            | 5-4 (Pr.) |
| Slovénie    | 5-3       | 3-7         | 6-2       | 4-3       | 4-5 (Pr.)  |           |

### Groupe B
Le tournoi se déroule à Sanok en Pologne à l'Arena Sanok du 4 au 10 avril 2007.
Nota : PJ : parties jouées, V : victoires, D : défaites, VP : victoires après prolongation, DP : défaites après prolongation, BP : buts pour, BC : buts contre, Pts : Points
| Équipe          | PJ | V | D | VP | DP | BP | BC | Pts |
| --------------- | -- | - | - | -- | -- | -- | -- | --- |
| Danemark        | 5  | 5 | 0 | 0  | 0  | 22 | 6  | 15  |
| Japon           | 5  | 3 | 1 | 0  | 1  | 22 | 13 | 11  |
| Norvège         | 5  | 2 | 0 | 2  | 1  | 22 | 19 | 8   |
| Pologne         | 5  | 2 | 0 | 0  | 3  | 16 | 26 | 6   |
| Ukraine         | 5  | 1 | 1 | 0  | 3  | 15 | 17 | 5   |
| Grande-Bretagne | 5  | 0 | 0 | 0  | 5  | 10 | 26 | 0   |

Le Danemark est promu en élite alors que la Grande-Bretagne est reléguée en division 2 pour l'édition 2008.

#### Résultats
| Team            | Danemark | Grande-Bretagne | Japon     | Norvège   | Pologne | Ukraine   |
| --------------- | -------- | --------------- | --------- | --------- | ------- | --------- |
| Danemark        |          | 3-1             | 2-1       | 4-2       | 9-1     | 4-1       |
| Grande-Bretagne | 1-3      |                 | 1-6       | 2-7       | 3-5     | 3-5       |
| Japon           | 1-2      | 6-1             |           | 4-3 (Pr.) | 7-4     | 4-3       |
| Norvège         | 2-4      | 7-2             | 3-4 (Pr.) |           | 6-4     | 4-5 (Pr.) |
| Pologne         | 1-9      | 5-3             | 4-7       | 4-6       |         | 2-1       |
| Ukraine         | 1-4      | 5-3             | 3-4       | 5-4 (Pr.) | 1-2     |           |

## Division II

### Groupe A
Le tournoi se déroule à Miskolc en Hongrie dans l'Arena de Miskolc du 18 avril au 21 avril 2007.
Nota : PJ : parties jouées, V : victoires, D : défaites, VP : victoires après prolongation, DP : défaites après prolongation, BP : buts pour, BC : buts contre, Pts : Points
| Équipe   | PJ | V | D | VP | DP | BP | BC | Pts |
| -------- | -- | - | - | -- | -- | -- | -- | --- |
| Pays-Bas | 5  | 5 | 0 | 0  | 0  | 39 | 9  | 15  |
| Hongrie  | 5  | 4 | 0 | 0  | 1  | 48 | 7  | 12  |
| Estonie  | 5  | 2 | 1 | 0  | 2  | 21 | 23 | 8   |
| Belgique | 5  | 2 | 0 | 0  | 3  | 17 | 37 | 6   |
| Israël   | 5  | 1 | 0 | 0  | 4  | 11 | 36 | 3   |
| Mexique  | 5  | 0 | 0 | 1  | 4  | 9  | 33 | 1   |

Les Pays-Bas sont promus en division 1 alotrs que le Mexique est relégué en division 3 pour l'édition 2008.

#### Résultats
| Team     | Belgique | Estonie  | Hongrie | Israël | Mexique  | Pays-Bas |
| -------- | -------- | -------- | ------- | ------ | -------- | -------- |
| Belgique |          | 3-8      | 0-16    | 5-2    | 5-4      | 4-7      |
| Estonie  | 8-3      |          | 0-7     | 9-0    | 3-2 (SO) | 1-11     |
| Hongrie  | 16-0     | 7-0      |         | 12-3   | 10-0     | 3-4      |
| Israël   | 2-5      | 0-9      | 3-12    |        | 5-3      | 1-7      |
| Mexique  | 4-5      | 2-3 (SO) | 0-10    | 3-5    |          | 1-10     |
| Pays-Bas | 7-4      | 11-1     | 4-3     | 7-1    | 10-1     |          |

### Groupe B
Le tournoi se déroule à Miercurea-Ciuc en Roumanie dans la Patinoire Vakar Lajos de Miskolc du 12 mars au 18 mars 2007.
Nota : PJ : parties jouées, V : victoires, D : défaites, VP : victoires après prolongation, DP : défaites après prolongation, BP : buts pour, BC : buts contre, Pts : Points
| Équipe       | PJ | V | D | VP | DP | BP | BC | Pts |
| ------------ | -- | - | - | -- | -- | -- | -- | --- |
| Lituanie     | 5  | 5 | 0 | 0  | 0  | 32 | 9  | 15  |
| Corée du Sud | 5  | 3 | 1 | 0  | 1  | 27 | 14 | 11  |
| Croatie      | 5  | 2 | 0 | 2  | 1  | 24 | 19 | 8   |
| Roumanie     | 5  | 2 | 0 | 0  | 3  | 15 | 25 | 6   |
| Australie    | 5  | 0 | 2 | 0  | 3  | 13 | 25 | 4   |
| Serbie       | 5  | 0 | 0 | 1  | 4  | 10 | 29 | 1   |

La Lituanie est promue en Division I et la Serbie est reléguée en Division IIIpour l'édition 2008.

#### Resultats
| Team         | Australie | Croatie   | Corée du Sud | Lituanie | Roumanie | Serbie    |
| ------------ | --------- | --------- | ------------ | -------- | -------- | --------- |
| Australie    |           | 5-4 (Pr.) | 2-6          | 2-8      | 0-4      | 4-3 (Pr.) |
| Croatie      | 4-5 (Pr.) |           | 4-5 (Pr.)    | 1-8      | 10-0     | 5-1       |
| Corée du Sud | 6-2       | 5-4 (Pr.) |              | 2-5      | 6-3      | 8-0       |
| Lituanie     | 8-2       | 8-1       | 5-2          |          | 6-4      | 5-2       |
| Roumanie     | 4-0       | 0-10      | 3-6          | 4-6      |          | 6-4       |
| Serbie       | 3-4 (Pr.) | 1-5       | 0-8          | 2-5      | 4-6      |           |

## Division III
Le tournoi se déroule à Pékin en Chine à la Hosa Skating Center du 5 au 11 mars 2007.
Nota : PJ : parties jouées, V : victoires, D : défaites, VP : victoires après prolongation, DP : défaites après prolongation, BP : buts pour, BC : buts contre, Pts : Points
| Équipe           | PJ | V | D | VP | DP | BP | BC | Pts |
| ---------------- | -- | - | - | -- | -- | -- | -- | --- |
| Espagne          | 5  | 5 | 0 | 0  | 0  | 54 | 9  | 15  |
| Chine            | 5  | 4 | 0 | 0  | 1  | 46 | 16 | 12  |
| Islande          | 5  | 3 | 0 | 0  | 2  | 41 | 17 | 9   |
| Nouvelle-Zélande | 5  | 2 | 0 | 0  | 3  | 30 | 25 | 6   |
| Afrique du Sud   | 5  | 1 | 0 | 0  | 4  | 11 | 53 | 3   |
| Turquie          | 5  | 0 | 0 | 0  | 5  | 6  | 68 | 0   |

L'Espagne et la Chine sont promues en division II pour l'édition 2008.

### Resultats
| Équipe           | Chine | Espagne | Islande | Nouvelle-Zélande | RSA  | TUR  |
| ---------------- | ----- | ------- | ------- | ---------------- | ---- | ---- |
| Chine            |       | 4-9     | 6-3     | 11-2             | 10-2 | 15-0 |
| Espagne          | 9-4   |         | 6-3     | 5-1              | 18-1 | 16-0 |
| Islande          | 3-6   | 3-6     |         | 5-2              | 14-2 | 16-1 |
| Nouvelle-Zélande | 11-2  | 1-5     | 2-5     |                  | 9-1  | 16-3 |
| Afrique du Sud   | 2-10  | 1-18    | 2-14    | 1-9              |      | 5-2  |
| Turquie          | 0-15  | 0-16    | 1-16    | 3-16             | 2-5  |      |